# Танн-Гебвіллер (округ)
Округ Танн-Гебвіллер (фр. Arrondissement de Thann-Guebwiller) — округ у Франції, в департаменті Верхній Рейн. 2023 року округ об'єднував 81 муніципалітет, населення становило 129 686 осіб.
Адміністративний центр (супрефектура) — Танн.

## Муніципалітети
Список муніципалітетів округу та їхні коди INSEE:
1. Артманнсвіллер
2. Аспак-ле-Ба
3. Аспак-Мішельбак
4. Аттстат
5. Бергольц
6. Бергольцзель
7. Більцайм
8. Бітшвіллер-ле-Танн
9. Бурбак-ле-Ба
10. Бурбак-ле-О
11. Бюль
12. Бюрно-ле-Ба
13. Бюрно-ле-О
14. Ваттвіллер
15. Вегшейд
16. Вестальтен
17. В'є-Танн
18. Віллер-сюр-Тур
19. Вільденстен
20. Вюнайм
21. Гебвіллер
22. Гебершвір
23. Гевенайм
24. Гейсуз
25. Гольдбак-Альтенбак
26. Гюндольсайм
27. Доллерен
28. Енсісайм
29. Жунольц
30. Іссенайм
31. Кіршберг
32. Крют
33. Ле-О-Сульсбак
34. Лембак
35. Ленталь
36. Лов
37. Лотенбак
38. Лотенбакзель
39. Мазево-Нідербрюк
40. Мальмерспак
41. Меєнайм
42. Мерксайм
43. Міцак
44. Молло
45. Моош
46. Мюнвіллер
47. Мюрбак
48. Нідеренцен
49. Нідерергайм
50. Обербрюк
51. Оберенцен
52. Оберергайм
53. Одерен
54. Озенбак
55. Оршвір
56. Пфаффенайм
57. Раммерсмат
58. Ранспак
59. Регісайм
60. Редерсайм
61. Рембак-пре-Гебвіллер
62. Рембак-пре-Мазево
63. Рембашзель
64. Родерен
65. Руффак
66. Севен
67. Сент-Амарен
68. Сентайм
69. Серне
70. Сікер
71. Сопп-ле-Ба
72. Стенбак
73. Сторкенсон
74. Сульц-О-Рен
75. Сульцмат
76. Танн
77. Феллерен
78. Швегуз-Танн
79. Юрбе
80. Юссерен-Вессерлен
81. Юффольц